# Stanisław Mikulski

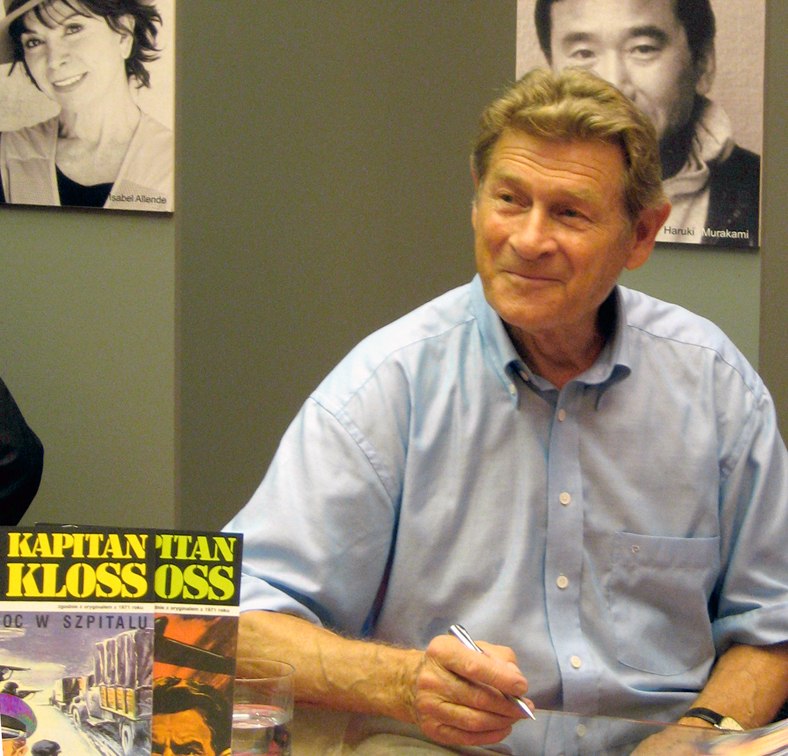
Stanisław Mikulski (2008)

Stanisław Mikulski (* 1. Mai 1929 in Łódź; † 27. November 2014 in Warschau) war ein polnischer Schauspieler.
Nach dem Abitur 1949 wurde er vom Filmregisseur Leonard Buczkowski zum Film Pierwszy start (Der erste Start) in der Rolle eines jungen Gleitflugzeugpiloten engagiert. Während des Militärdienstes war Mikulski im Soldaten-Amateurtheater tätig. Nach dem Militärdienst im Januar 1953 wurde Mikulski im Juliusz-Osterwa-Theater in Lublin engagiert.
Nach einer Externprüfung wurde er beruflicher Schauspieler. Unter anderem bekam er die Rolle des Aufständischen „Smukły“ (Der Schlanke) in Andrzej Wajdas Film Der Kanal. In den Jahren 1967–1968 spielte er die Hauptrolle in der TV-Filmserie Stawka większa niż życie (etwa „Spieleinsatz teurer als Leben“). Er spielte die Rolle des polnischen Agenten Stanisław Kolicki, der während des Zweiten Weltkriegs die Rolle des deutschen Oberleutnants Hans Kloss in den Reihen der deutschen Abwehr einnimmt. Diese Rolle brachte ihm eine Popularität, die bis heute andauert. Die Filmserie lief im DDR-Fernsehen 1969 unter dem Titel Sekunden entscheiden.
Mikulski trat danach in verschiedenen Theatern Warschaus auf und wirkte an mehreren Filmen mit.
In den 1970er Jahren wurde er zum Mitglied des Zentralkomitees der Polnischen Vereinigten Arbeiterpartei (PVAP) gewählt. 1988 bis 1990 war er Direktor des Polnischen Kulturzentrums an der polnischen Botschaft in Moskau. 1995 bis 1998 moderierte er eine Quizsendung im Staatlichen Fernsehen.
2012 spielte er die Rolle des „Hans Kloss“ in einer Fortführung des Fernsehfilms, der ihm 44 Jahre zuvor seine größten Erfolge gebracht hatte.

## Filmografie (Auswahl)
- 1951: Der erste Start (Pierwszy start)
- 1956: Der Kanal (Kanał) – Regie: Andrzej Wajda
- 1956: Der Schatten (Cień)
- 1958: Eva will schlafen (Ewa chce spać)
- 1959: Attentat (Zamach)
- 1961: Eine Geschichte von heute (Historia współczesna)
- 1961: Sein großer Freund (Odwiedziny prezydenta)
- 1962: Zwei Herren N (Dwaj panowie N)
- 1963: Der Fahrgast heißt Tod; aka Tod eines Taxifahrers (Ostanti kurs)
- 1964: Begegnung mit einem Spion (Spotkanie ze szpiegiem)
- 1964: Fackeln im Wald (Barwy walki)
- 1965: Legionäre (Popioły)
- 1967: Der Erpresser in kurzen Hosen (Bicz Boży)
- 1967: Rückkehr zur Erde (Powrót na ziemię)
- 1967–1968: Sekunden entscheiden (Stawka większa niż życie) (Fernsehserie)
- 1970: Der letzte Zeuge (Ostatni świadek)
- 1971: Das Miniauto und die Tempelherren (Samochodzik i templariusze) (Fernsehserie)
- 1971: Der Mörder ist im Haus (A gyilkos a házban van)
- 1981:  Miś
- 1984: Magische Feuer (Magiczne ognie)
- 2012: Hans Kloss – Spion zwischen den Fronten (Hans Kloss. Stawka większa niż śmierć)